# Caius Caesar
Caius Iulius Caesar Vipsanianus (Róma, Kr. e. 20 – Lükia, 4. február 21.), születési nevén Caius Vipsanius Agrippa Augustus császár lányának, Iulia Caesarisnak és híres hadvezérének, Marcus Vipsanius Agrippának elsőszülött fia volt. Öccse, Lucius születésekor (Kr. e. 17) nagyapjuk örökbe fogadta és örököseivé tette őket.
Caius előtt fényes jövő állt: 15 éves korában senator és a nemesifjak vezetője (Princeps Iuventutis) lett, 1-ben pedig consuli rangra emelkedett. Ő maga és öccse tiszteletére több szobrot és templomot emeltek (például a Maison Carrée Nîmes-ben). Caius 24 éves korában, 4-ben hunyt el Lyciában, halálát sebesülése okozta, amit egy armeniai hadjáraton szerzett.